# Moehringia glochidisperma
Moehringia glochidisperma là loài thực vật có hoa thuộc họ Cẩm chướng. Loài này được J.M.Monts. mô tả khoa học đầu tiên năm 1985.